# Tinh thảo lông
Tinh thảo lông (danh pháp khoa học: Eragrostis pilosa) là một loài thực vật có hoa trong họ Hòa thảo. Loài này được (L.) P.Beauv. mô tả khoa học đầu tiên năm 1812.

## Hình ảnh

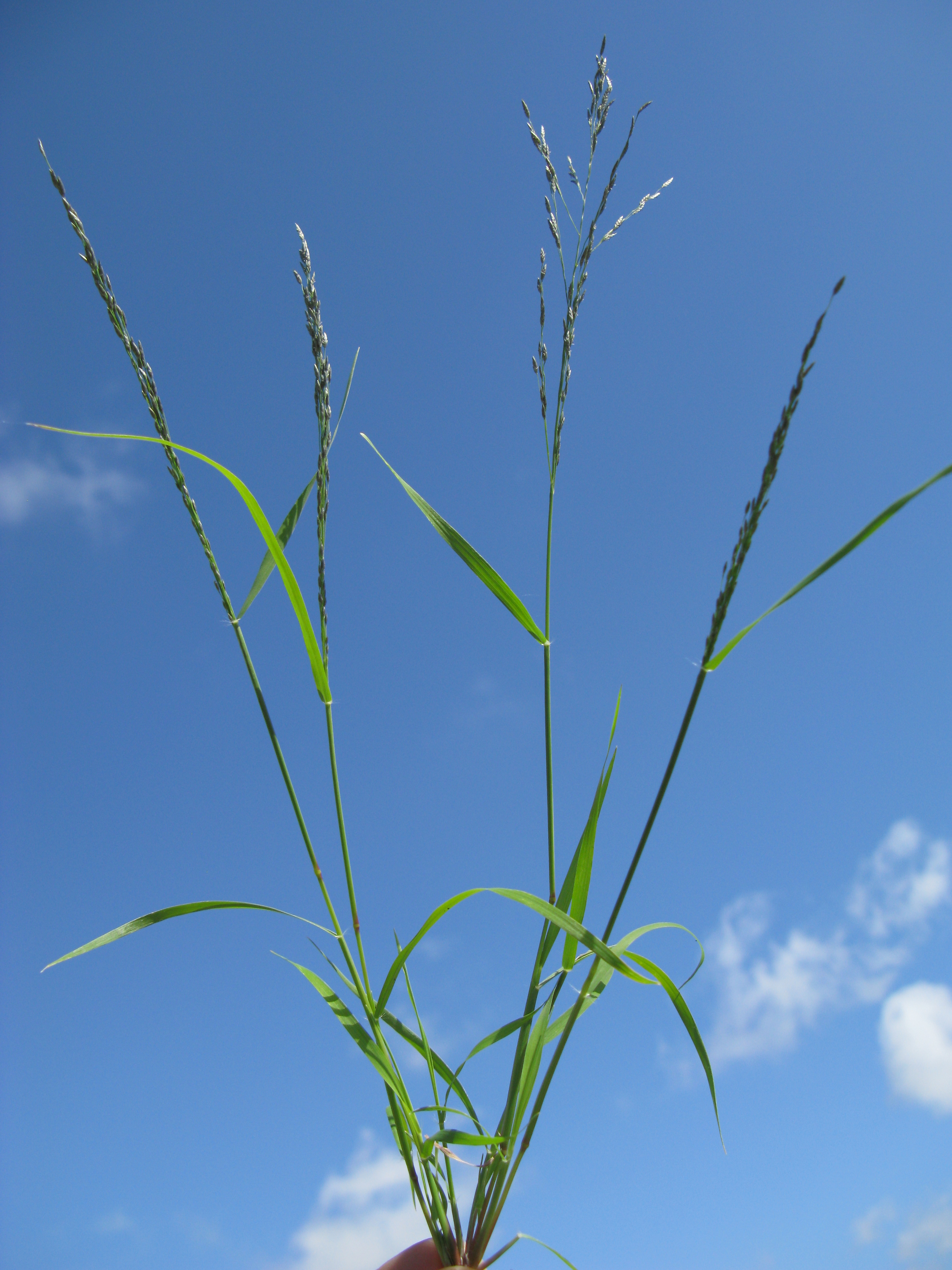
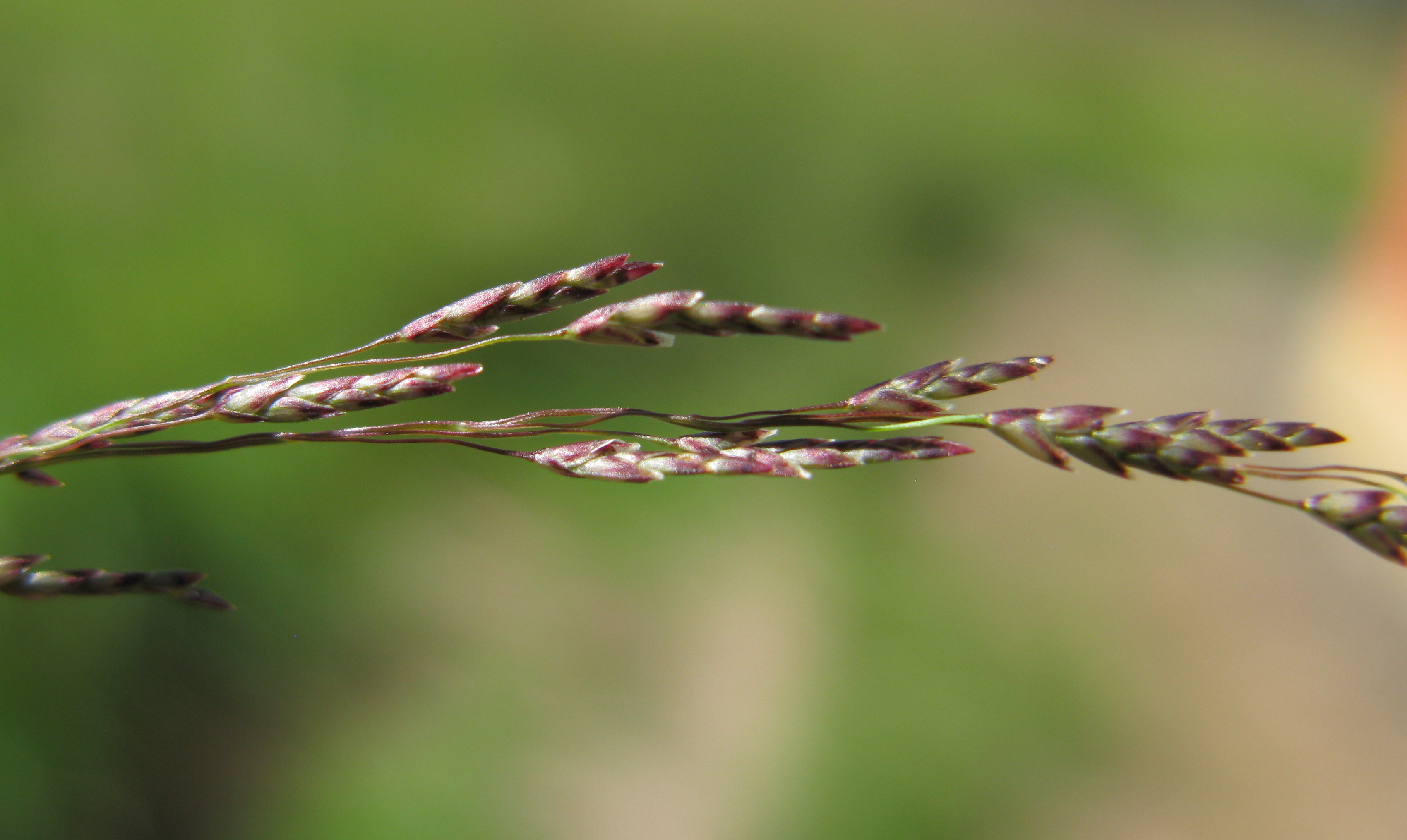
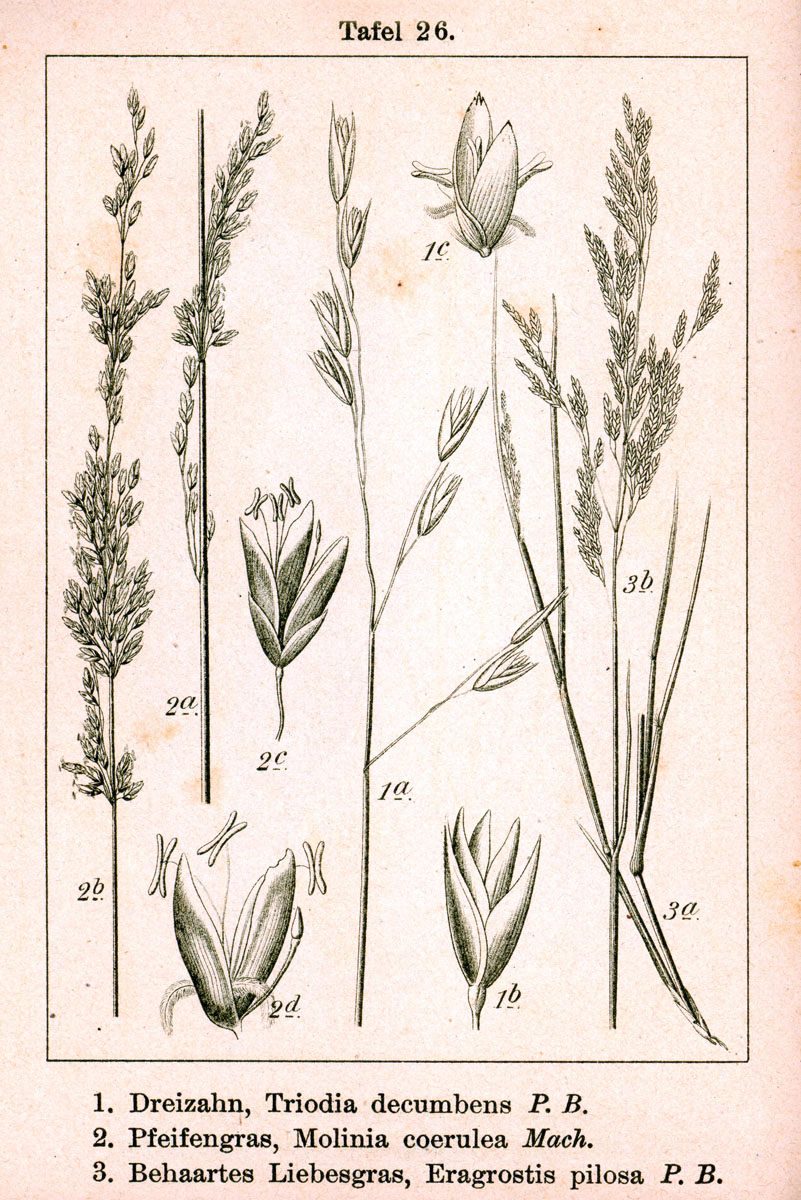